# Iluminación (creencia)

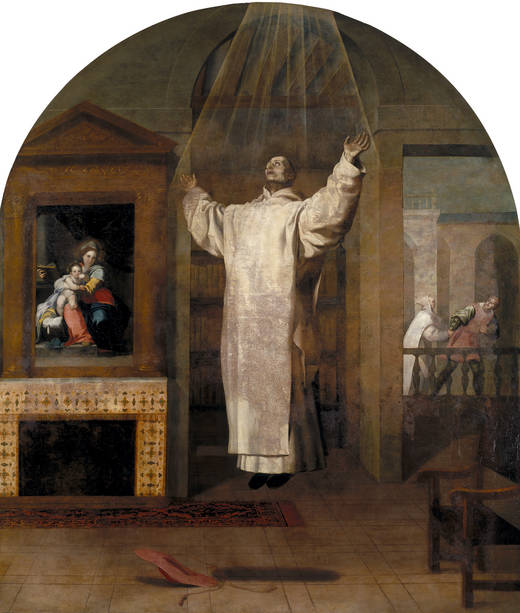
Vicente Carducho: El éxtasis de Jean Birelle (1626-1632). Monasterio del Paular.

La iluminación es un concepto filosófico y espiritual que puede ser abordado desde múltiples perspectivas. En su acepción más habitual significa «adquisición de entendimiento».[cita requerida]. Asi el concepto de iluminación significa el darse cuenta y reconocer la verdadera naturaleza de uno mismo y del universo; es decir, de acuerdo a las doctrinas filosoficas y religiosas que la practican, es el ahondar en el yo y llegar a disolverlo en la verdad del ser.
Conviene diferenciar, sin embargo, los dos conceptos distintos que cubre esta definición:
- La iluminación intelectual (en alemán, Aufklärung). En este sentido, es esclarecimiento interior, es poner en claro, llegar al fondo y dilucidar un asunto o una doctrina.

- La iluminación espiritual (en alemán, Erleuchtung) es la experiencia de lo divino. Esta experiencia se manifiesta en paz interior, amor incondicional, "felicidad" del ser (como estado de plenitud), y sentido de unidad con el universo (no dualidad). Es un esclarecimiento interior.

En algunos contextos se utiliza el término autorrealización.

## Otros nombres
- En el hinduismo, la iluminación se conoce como moksha o mukti (liberación del karma y de la reencarnación) y nirvana.
- En el jainismo, como moksha (liberación)
- En el budismo, como nirvana
- El concepto Bodhi hace referencia al despertar.
- En el budismo zen, como satori
- En el bön y el budismo tibetano: dzogchen o mahamudra

## En la tradición filosófica occidental
En la tradición filosófica occidental, la iluminación se ve como una fase en la historia cultural marcada por una fe en la razón, generalmente acompañada por el rechazo a la fe manifestada en la religión institucional. Esto se dio en el siglo XVIII en Europa y se conoció como Era de la Razón o Ilustración.

## En las religiones y filosofías orientales

### En las religiones abrahámicas
El concepto también aparece en las religiones abrahámicas, como en la tradición de la cábala en el judaísmo medieval, mismo que se adquiere al meditar sobre las características del árbol de la vida, en el misticismo cristiano, en la tradición sufí del islam, el budismo zen, entre otras.

### En las religiones Dharmicas

#### En el hinduismo
El hinduismo sostiene que la iluminación se logra mediante:
- Autoindagación.
- Ejercicios de respiración (pranayama).
- Meditación en alguna forma de Dios.
- Meditación en los chakras (círculos de energía espiritual).
- Repetición de mantras.
- Obediencia a un gurú (maestro espiritual).
- Mantener posiciones de yoga.

Según las líneas monásticas es necesario abandonar (sanniasa) todo apego a lo material.

## Simbolismo de la luz (iluminación)
La presencia de luz (iluminación) simboliza la disipación de las tinieblas con su presencia, porque desde hace miles de años, la luz y su contrapartida, la oscuridad, han sido tratadas por las religiones como un elemento de carácter mítico-arquetípico.
El las religiones dharmicas lo opuesto a la luz del conocimiento es la ignorancia que es conocida en estas religiones como  avidya, que es descrita como un error de base en la percepción del mundo. De hecho, la ignorancia (u oscuridad que oculta el conocimiento último) personificada por Mara, constituye la esencia de la segunda de las Cuatro nobles verdades del budismo.
En Occidente a partir del siglo I, la luz se transforma, a través de los Padres de la Iglesia, en un elemento metafísico relacionado con la verdad infundida por Dios.
Así como representación de este concepto, las antorchas, velas, candelabros y lámparas, como objetos que emiten luz, están integradas en las ceremonias religiosas desde tiempos remotos; y en muchas religiones, la ceremonia comienza encendiendo las velas y lámparas.
En la antigua Grecia, por ejemplo, ardía constantemente una lámpara de oro en el Erecteón de la Acrópolis. En Argos se enterraban bajo tierra lámparas encendidas para que alumbrara el camino de Perséfone por los infiernos.
En el bautismo católico, los padres llevan una vela que alumbra el camino hacia la luz. 
En el Día de Difuntos y en otras tradiciones similares, en muchas regiones se tiene la costumbre de encender velas y lámparas de aceite como representación de la luz sagrada que guía a los difuntos. En los funerales se ponen cuatro velas (o lámparas actualmente) alrededor del féretro y se encienden velas a las imágenes religiosas (y en Sudamérica a las animitas) como una forma de solicitar sus favores.
Así mismo, la lámpara (como portadora de la luz) es el símbolo del desarrollo de la civilización y la cultura humana a lo largo de los siglos.